# برونو فيسينتين
برونو فيسينتين (بالإيطالية: Bruno Visintin)‏ (23 نوفمبر 1932 – 11 يناير 2015) هو ملاكم إيطالي راحل، مثّل بلاده في الألعاب الأولمبية الصيفية 1952 وحقق الميدالية البرونزية في فئة وزن الويلتر الخفيف.

## روابط خارجية
برونو فيسينتين على موقع بوكس ريك (الإنجليزية) (registration required)
- برونو فيسينتين على موقع أوليمبيديا (الإنجليزية)
- برونو فيسينتين على موقع اللجنة الأولمبية الإيطالية (الإيطالية)